# Al-Burajmi
Al-Burajmi (arab. البريمي) – miasto oazowe w północno-wschodnim Omanie, przy granicy ze Zjednoczonymi Emiratami Arabskimi. Leży w muhafazie al-Burajmi (od października 2006 roku, kiedy to ta jednostka została wydzielona z mintaki az-Zahira). W mieście znajduje się port lotniczy Al-Burajmi.